# Simona Hradilová
Simona Hradilová (Hradil) (* 11. října 1975 Uherské Hradiště) je bývalá americká taekwondistka české národnosti, která mezi roky 2007 až 2012 reprezentovala Česko.

## Sportovní kariéra
Od svých pěti let vyrůstala v americkém Houstonu. V americké reprezentaci se pohybovala od roku 1992. Své největší úspěchy slavila ve váze do 67 kg. Je trojnásobnou vítězkou panamerického mistrovství z let 1998, 2002 a 2006. V roce 2000 a 2004 se na olympijské hry nekvalifikovala.
V roce 2007 se jako veteránka rozhodla prodloužit sportovní kariéru v české reprezentaci. Do Česka, odkud pochází její rodina, přišla s osobním trenérem Scottem Fujiim. Koncem září startovala na světové olympijské kvalifikaci v britském Manchesteru pro účast na olympijských hrách v Pekingu a byla vyřazena ve třetím kole Francouzkou Gwladys Épangueovou. V lednu 2008 startovala na evropské olympijské kvalifikaci a byla vyřazena ve druhém kole Řekyní Elisavet Mystakisovou. V dubnu 2008 vybojovala pro Česko doposud jedinou velkou medaili na mistrovství Evropy federace WTF v italském Římě.
V roce 2011 na přelomu června a července pro zranění nenastoupila na světové olympijské kvalifikaci v ázerbájdžánském Baku. V roce 2012 byla na lednové evropské olympijské kvalifikaci v Kazani vyřazena ve druhém kole Turkyní Nur Tatarovou a na olympijské hry v Londýně se nekvalifikovala. Žije v Los Angeles, kde pracuje jako nutriční specialistka.

## Výsledky
| Turnaj                  | USA       | USA       | USA       | USA       | USA       | USA       | USA       | USA       | USA  | USA  | USA  | USA  | USA  | USA  | USA  | Česko | Česko | Česko | Česko | Česko |
| Turnaj                  | 1992      | 1993      | 1994      | 1995      | 1996      | 1997      | 1998      | 1999      | 2000 | 2001 | 2002 | 2003 | 2004 | 2005 | 2006 | 2007  | 2008  | 2009  | 2010  | 2011  |
| Turnaj                  | 17        | 18        | 19        | 20        | 21        | 22        | 23        | 24        | 25   | 26   | 27   | 28   | 29   | 30   | 31   | 32    | 33    | 34    | 35    | 36    |
| Turnaj                  | -55 / -60 | -55 / -60 | -55 / -60 | -55 / -60 | -55 / -60 | -55 / -60 | -55 / -60 | -55 / -60 | -67  | -67  | -67  | -67  | -67  | -67  | -67  | -67   | -67   | -67   | -67   | -67   |
| ----------------------- | --------- | --------- | --------- | --------- | --------- | --------- | --------- | --------- | ---- | ---- | ---- | ---- | ---- | ---- | ---- | ----- | ----- | ----- | ----- | ----- |
| Olympijské hry          |           |           |           |           |           |           |           |           | —    |      |      |      | —    |      |      |       | —     |       |       |       |
| Mistrovství světa       |           | —         |           | —         |           | úč.       |           | úč.       |      | úč.  |      | úč.  |      | —    |      | úč.   |       | úč.   |       | úč.   |
| Panamerické hry         |           |           |           | —         |           |           |           | —         |      |      |      | 3.   |      |      |      |       |       |       |       |       |
| Panamerické mistrovství | 2.        |           | —         |           | —         |           | 1.        |           | 2.   |      | 1.   |      | —    |      | 1.   |       |       |       |       |       |
| Mistrovství Evropy      |           |           |           |           |           |           |           |           |      |      |      |      |      |      |      |       | 3.    |       | úč.   |       |